# Petříkov (ort i Tjeckien, Mellersta Böhmen)
Petříkov är en ort i Tjeckien.   Den ligger i regionen Mellersta Böhmen, i den centrala delen av landet, 23 km sydost om huvudstaden Prag. Petříkov ligger 442 meter över havet och antalet invånare är 351.
Terrängen runt Petříkov är platt åt nordost, men åt sydväst är den kuperad. Petříkov ligger uppe på en höjd. Runt Petříkov är det ganska tätbefolkat, med 108 invånare per kvadratkilometer. Närmaste större samhälle är Modřany, 17,6 km nordväst om Petříkov. I omgivningarna runt Petříkov växer i huvudsak blandskog.